# A Front Page Story

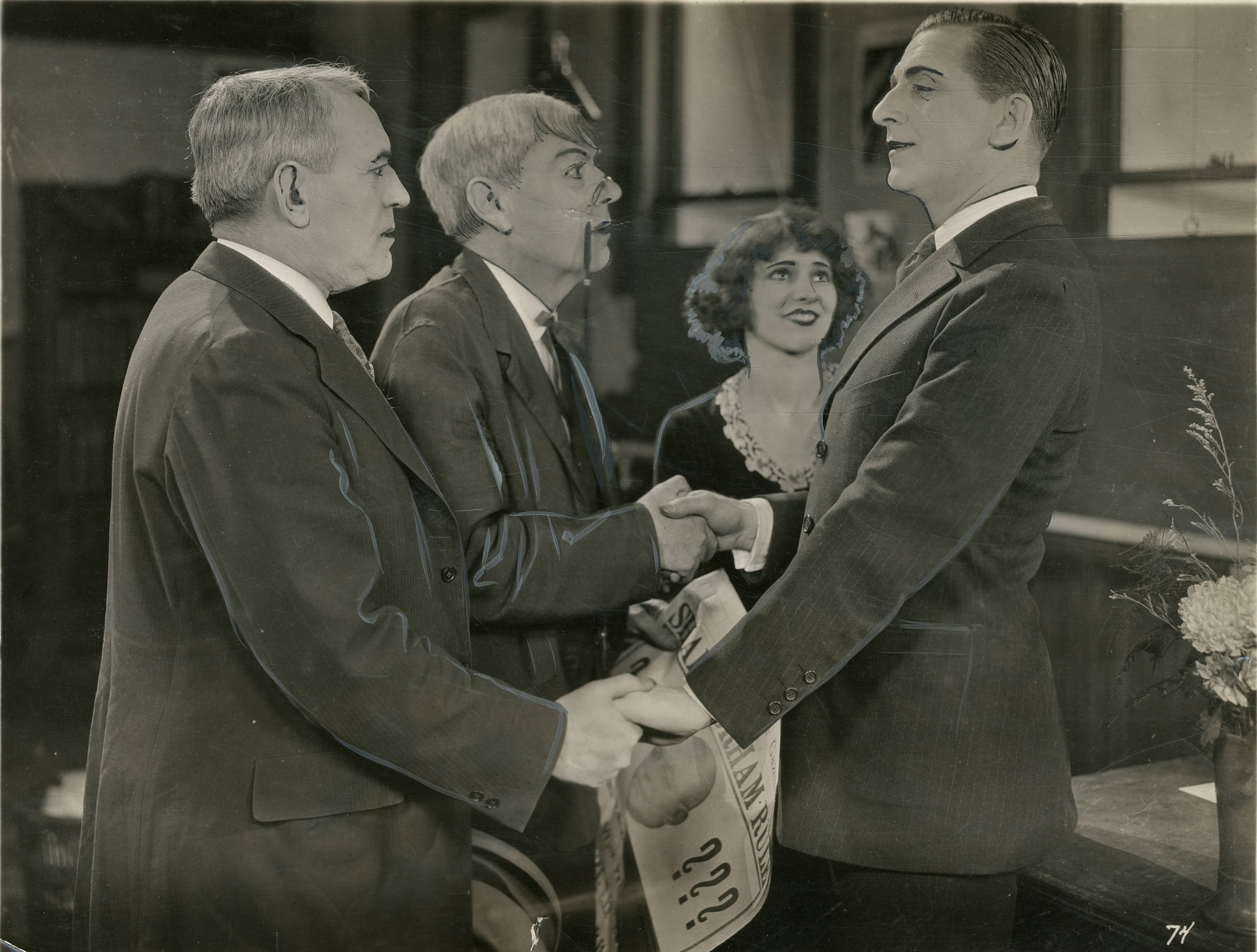
Une scène du film

Pour les articles homonymes, voir Frontpage (homonymie).
A Front Page Story est un film muet américain réalisé par Jess Robbins et sorti en 1922.

## Fiche technique
- Titre : A Front Page Story
- Réalisation : Jess Robbins
- Scénario : F. W. Beebee, d'après une histoire d'Arthur F. Goodrich
- Photographie : Vernon L. Walker
- Pays de production :  États-Unis
- Langue : Anglais
- Genre : Comédie
- Date de sortie : 
  - États-Unis : décembre 1922

## Distribution
- Edward Everett Horton : Rodney Marvin
- Lloyd Ingraham : le maire Gorham
- James Corrigan : Matt Hayward
- Edith Roberts : Virginia Hayward
- W. E. Lawrence : Don Coates
- Buddy Messinger : Tommy
- Mathilde Brundage : Mrs Gorham
- Lila Leslie : Suzanne Gorham
- Tom McGuire : Jack Peeler